# Museo de las Culturas Aborígenes
El Museo de las Culturas Aborígenes en un museo ubicado en Cuenca, Ecuador. Ocupa una antigua posada de arrieros y recuas. La colección tiene 5000 piezas arqueológicas que abarca desde la época paleolítica y neolítica hasta los incas.